# Cry Softly Lonely One
Cry Softly Lonely One es el undécimo álbum de estudio del músico estadounidense Roy Orbison, publicado por la compañía discográfica MGM Records en julio de 1967. Incluyó los sencillos «Communication Breakdown» y «Cry Softly, Lonely One», que obtuvieron un éxito menor en los Estados Unidos, donde llegaron a los puestos 60 y 52 respectivamente en la lista Billboard Hot 100. 

## Lista de canciones
Todas las canciones compuestas por Roy Orbison y Bill Dees excepto donde se anota.
Cara A
1. "She" - 2:43
2. "Communication Breakdown" - 3:01
3. "Cry Softly, Lonely One"  - (Joe Melson, Don Gant) - 2:54
4. "Girl Like Mine"  - (Mark Mathis) - 2:2º
5. "It Takes One (To Know One)" - 3:01
6. "Just Let Me Make Believe"  - (Ronald Blackwell) - 2:27

Cara B
1. "Here Comes The Rain, Baby" - (Mickey Newbury) - 2:54
2. "That's A No-No" - 2:11
3. "Memories" - 2:53
4. "Time To Cry" - 2:42
5. "Only Alive" - (Ronald Blackwell, Dewayne Blackwell) - 2:10
6. "Just One Time" - (Don Gibson) - 2:15

## Posición en listas
Sencillos
| Sencillo                  | País           | Lista             | Posición |
| ------------------------- | -------------- | ----------------- | -------- |
| «Communication Breakdown» | Estados Unidos | Billboard Hot 100 | 60       |
| «Cry Softly, Lonely One»  | Estados Unidos | Billboard Hot 100 | 52       |